# Béla Zsitnik
Béla Zsitnik (født 17. december 1924 i Győr, død 12. januar 2019 i Budapest) var en ungarsk roer.

## Rokarriere
Zsitnik begyndte at ro i 1941, og efter anden verdenskrig opnåede han sit første store internationale resultat, da han blev europamester i toer med styrmand i 1947. Året efter var han i samme båd sammen med Antal Szendey og styrmand Róbert Zimonyi med til OL 1948 i London, og de blev sidst i deres indledende heat, men vandt derpå deres opsamlingsheat og var dermed i finalen. Her var den danske båd bedst og vandt guld, mens italienerne vandt sølv foran ungarerne, der dermed fik bronze.
Han deltog derpå i OL 1952 i Helsinki i den ungarske otter, der ikke nåede finalen, samt i OL 1960 i Rom, denne gang i firer uden styrmand, der ikke kom videre fra indledende runde.
Zsitnik vandt flere ungarske mesterskaber og deltog sidste gang i EM i 1961, dog uden at opnå en podieplacering.

## Videre karriere
Zsitnik havde flere poster i det ungarske roforbund, heriblandt som generalsekretær 1967-1972. Hans søn, der også hed Béla Zsitnik, var også roer og deltog i OL 1972 i München i otteren, der blev nummer syv.

## OL-medaljer
- 1948:  Bronze i toer med styrmand